# Ribeirãozinho
Ribeirãozinho is een gemeente in de Braziliaanse deelstaat Mato Grosso. De gemeente telt 2.194 inwoners (schatting 2009).